# Ivana Mononi
Ivana Mononi (Venezia, 14 dicembre 1929 – Monza, 25 ottobre 2022) è stata una storica dell'arte e critica d'arte italiana.

## Biografia
Compie gli studi superiori al liceo ginnasio Zucchi di Monza e si laurea nel 1956 all’Università Statale di Milano con la tesi L’orientamento del gusto moderno attraverso le biennali di Venezia (relatrice: Maria Luisa Gengaro), lavoro pubblicato l’anno successivo. Sulla rivista Arte Lombarda – della quale è direttore responsabile dal 1958 al 1961 – e sulla rivista spagnola Goya pubblica articoli e recensioni dedicati all’arte contemporanea (Amedeo Modigliani, Carlo Carrà, Giacomo Manzù, Lucio Fontana, Alberto Giacometti, Natale Fazio, Carlo Zanoletti, Luciano Minguzzi, Emilio Greco). Scrive il capitolo L'arte oggi: aspetti e problemi nell’Introduzione alla storia dell’arte di Maria Luisa Gatti Perer (seconda edizione del 1972). Dal 1952 collabora assiduamente per la critica d’arte con il bisettimanale di Monza il Cittadino e dal 1959 con la rivista La città di Monza. In anni più recenti contribuisce con i suoi testi a cataloghi dei pittori Erme Ripa e Giorgio Scarpati. Dopo il matrimonio (1958) utilizza il doppio cognome Montani Mononi. Dal matrimonio nascono due figlie, Maria nel 1959 e Chiara nel 1963. In questo periodo la sua attività  si divide tra la critica d'arte e l'insegnamento. Successivamente si dedica esclusivamente all'insegnamento della storia dell'arte, che rimarrà per sempre la sua passione.

## Pubblicazioni (monografie)
- L'orientamento del gusto attraverso le Biennali, Milano, Edizioni La Rete, 1957.
- Maria Luisa Gatti Perer, Ivana Montani Mononi, Eiko Wakayama, Introduzione alla storia dell'arte, 2. edizione aggiornata e ampliata, Milano, Edizioni La Rete, 1972.